# 6796 Сундсвалль
6796 Сундсвалль (6796 Sundsvall) — астероїд головного поясу, відкритий 21 березня 1993 року.
Тіссеранів параметр щодо Юпітера — 3,342.
Названо на честь муніципалітету Сундсвалль у Швеції